# Valun

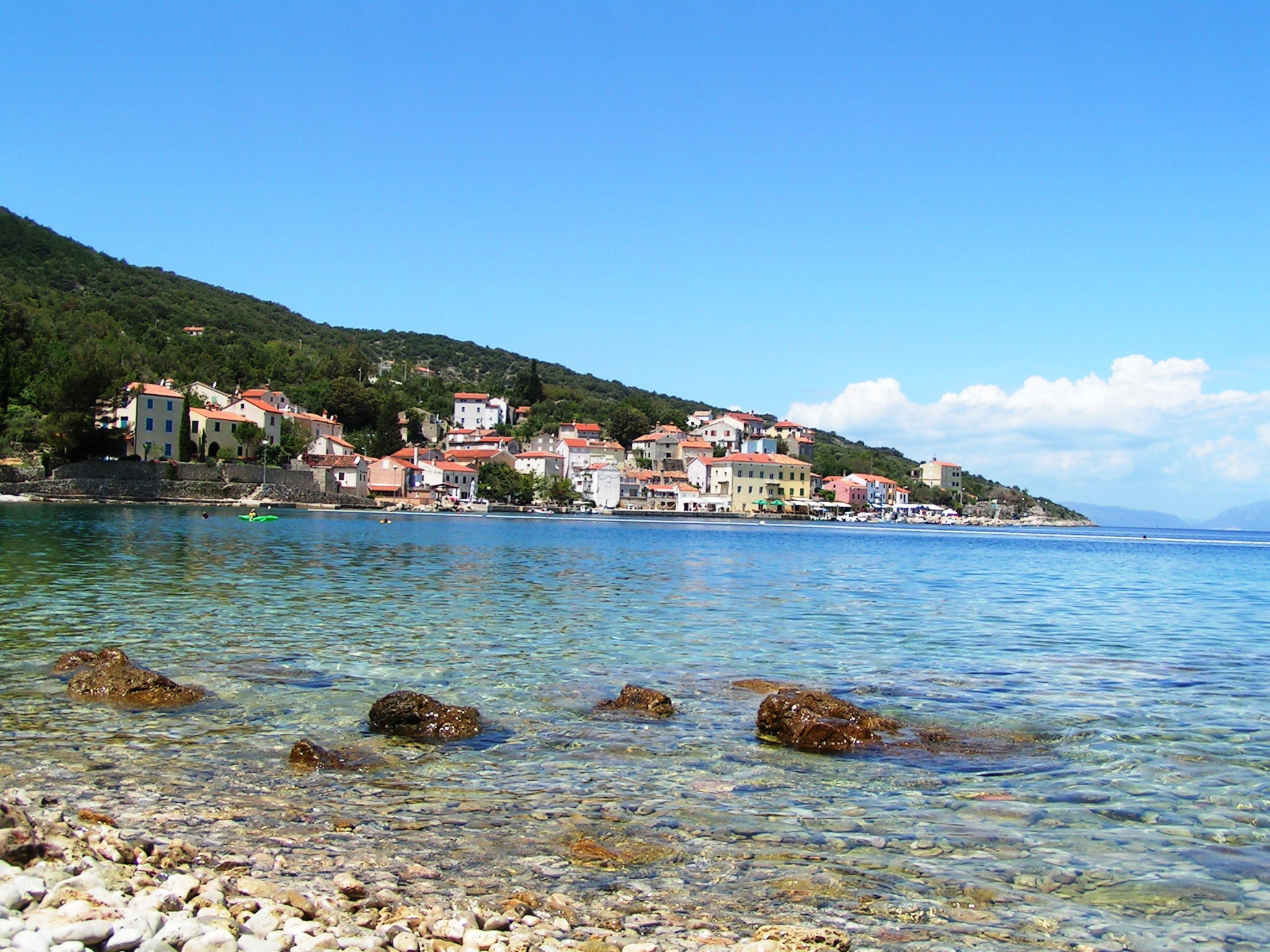
Pláž Zdovica

Valun (italsky Vallone) je vesnice a přímořské letovisko v Chorvatsku v Přímořsko-gorskokotarské župě. Nachází se na ostrově Cres a je součástí opčiny města Cres. V roce 2011 zde žilo celkem 65 obyvatel.
Sousedními vesnicemi jsou Mali Podol a Zbičina.